# Erich Lenné
Erich Lenné (* 7. April 1893 in Iserlohn; † 26. März 1987 in Wernigerode) war ein deutscher Goldschmied und Metallgestalter.

## Leben und Werk
Nach dem Abschluss der Mittelschule in Iserlohn absolvierte Lenné von 1907 bis 1911 dort eine Lehre als Stahlgraveur. Daneben besuchte er in Hagen „freiwillige Handwerksklassen“ und bildete sich in Zeichnen, Modellieren und Metalltreiben weiter. Von 1911 bis 1914 arbeitete er bei Johannes Ludovicus Mathieu Lauweriks und Frans Zwollo (1896–1989) in der Hagener Silberschmiede. 1912 bestand er die Gesellenprüfung. Von 1914 bis 1915 war er Lehrer am von der Stadt Hagen eingerichteten „Staatlichen Handfertigkeitskursus“. Von 1915 bis 1918 nahm er als Soldat am Ersten Weltkrieg teil, wobei er bei Verdun verwundet wurde.
Von 1919 bis 1922 leitete Lenné die Metallwerkstatt der Handwerker- und Kunstgewerbeschule Halle/Saale unter Paul Thiersch. Daneben bildete er sich 1920 im großen Kunstschmiede-Unternehmen Moritz Theodor Rurack in Leipzig-Lindenau weiter und erlernte er 1921 in Schwäbisch Gmünd bei der Gustav Hauber Schmuckwarenfabrik, die Gold- und Silberschmiedearbeiten fertigte, die Technik des Silbergusses.
1921 heiratete er seine Schülerin Elsbeth Lenné (1899–1988). 1927 wurde ihre Tochter Dari (später Groß-Lenné) geboren.
Infolge der Inflation verlor Lenné 1922 seine Anstellung, und er wagte den Schritt in die Selbständigkeit, die er dann in Halle in einer fruchtbaren Werkstattgemeinschaft mit seiner Frau teilte. Anfangs bearbeiten sie kleine Privataufträge für Schmuck, dann kamen zunehmend größere Aufträge, u. a. für Tafelgeräte, Sportpokale, Plaketten, Porträtreliefs, Sakralgerätschaften sowie Amts- und Rektorenketten, die in Münzprägetechnik gefertigt wurden. Die meisten Arbeiten wurden von Lenné gehämmert oder getrieben, mitunter von Elsbeth Lenné emailliert. Einige Schmuckstücke entstanden in Zusammenarbeit mit ihrer Tochter.
Zu den interessantesten Werken gehörten Tanzmasken für Grotesktänzer, so für Vergiu Cornea (1914–2011) und für Georg Groke (1904–1999) in einer Inszenierung Walter Felsensteins. 1955 schuf Lenné für das Friedrich Schiller-Denkmal Löbejün eine Reliefplatte mit dem Abbild Schillers.
Lenné bildete Gold- und Kunstschmiede aus, darunter auch seine Tochter. 1962 zog er mit seiner Frau nach Wernigerode, wo sie eine kleine Werkstatt unterhielten.
Lenné war ab 1952 Mitglied des Verband Bildender Künstler der DDR.
Arbeiten Lenné befinden sich u. a. im Leipziger Grassi Museum für Angewandte Kunst, dem seine Tochter 2016 auch sein gesamtes noch erhaltenes Lebenswerk schenkte.

## Ausstellungen (mutmaßlich unvollständig)

### Einzelausstellungen
- 1982: Halle/Saale, Staatliche Galerie Moritzburg (mit Elsbeth Lenné)
- 1984: Erfurt, Galerie am Fischmarkt (Schmuck)
- 1987: Hagen, Karl-Ernst-Osthaus-Museum („Erich Lenné . Ein Goldschmied aus der Hagener Silberschmiede“)

### Ausstellungsbeteiligungen
- 1948: Halle/Saale, Städtisches Museum in der Moritzburg (Große Kunstausstellung Sachsen-Anhalt)[3]
- 1981/1982: Halle/Saale, Staatliche Galerie Moritzburg („Metallgestaltung in der DDR“)

## Weblink
- https://elsbethunderichlenne.blogspot.com/